# Вулиця Сергія Остапенка
Ву́лиця Сергія Остапенка — вулиця в Голосіївському районі міста Києва, місцевість Віта-Литовська. Пролягає від вулиці Андрія Ніковського до Лісоводної вулиці.

## Історія
Вулиця виникла у 2010-х роках під проектною назвою Проектна 12984. Сучасна назва на честь українського економіста, громадського діяча Сергія Остапенка — з 2017 року.